# Дазе, Иоганн Мартин
Иоганн Мартин Захариас Дазе (нем. Johann Martin Zacharias Dase, 23 июня 1824, Гамбург — 11 сентября 1861, Гамбург) — немецкий ментальный калькулятор.

## Биография
Он учился в школах в Гамбурге с очень раннего возраста, но позже признал, что его обучение мало повлияло на него. Дазе имел обыкновение проводить много времени, играя в домино, и предположил, что это сыграло значительную роль в развитии его навыков счёта. Он страдал эпилепсией с раннего детства на протяжении всей жизни.
В 15 лет он начал много путешествовать, выступая в Германии, Австрии и Англии. Среди его самых впечатляющих расчётов: он умножил 79532853 на 93758479 за 54 секунды. Дазе умножил два 20-значных числа за 6 минут; два 40-значных числа за 40 минут и два 100-значных числа за 8 часов 45 минут. Математик Карл Фридрих Гаусс заметил, что обладая навыками вычислений, можно сделать 100-значные вычисления примерно вдвое быстрее, используя карандаш и бумагу.
Однако эти выступления не принесли ему достаточно денег, поэтому он попытался найти другую работу. В 1844 году Дазе получил должность в железнодорожном департаменте Вены, но это продлилось недолго, так как в 1845 году о нём узнали в Мангейме, а в 1846 году — в Берлине.
В 1844 году Дазе вычислил π до 200 знаков после запятой в течение примерно двух месяцев, что является рекордом для того времени, по формуле, подобной формуле Мачина:
{\displaystyle {\frac {\pi }{4}}=\arctan {\frac {1}{2}}+\arctan {\frac {1}{5}}+\arctan {\frac {1}{8}}.}
Он также рассчитал таблицу 7-значного логарифма и расширил таблицу целочисленных факторизаций с 6 000 000 до 9 000 000.
Дазе очень мало знал математическую теорию. Математик Юлиус Петерсен пытался научить его некоторым теоремам Евклида, но отказался от задания, как только понял, что их понимание выходит за рамки возможностей Дазе. Однако Гаусс был очень впечатлён его способностями к расчёту, и он рекомендовал Гамбургской академии наук разрешить Дазе заниматься математикой на постоянной основе, но Дазе умер вскоре после этого.
В книге Дугласа Хофштадтера «Гёдель, Эшер, Бах» упоминаются его вычислительные способности. «… у него также было сверхъестественное чувство количества. То есть, он мог просто сказать, не считая, сколько овец было в поле, или слов в предложении, и так далее, примерно до 30».